# Banja Luka Challenger 2009
Il Banja Luka Challenger 2009 è un torneo professionistico di tennis maschile giocato sulla terra rossa, che faceva parte dell'ATP Challenger Tour 2009. Si è giocato a Banja Luka in Bosnia ed Erzegovina dal 14 al 20 settembre 2009.

## Partecipanti

### Teste di serie
| Nazionalità | Giocatore            | Ranking* | Testa di serie |
| ----------- | -------------------- | -------- | -------------- |
| Spagna      | Daniel Gimeno Traver | 101      | 1              |
| Spagna      | Iván Navarro         | 119      | 2              |
| Francia     | Laurent Recouderc    | 150      | 3              |
| Spagna      | Pere Riba            | 157      | 4              |
| Francia     | Stéphane Robert      | 166      | 5              |
| Francia     | Julian Reister       | 167      | 6              |
| Monaco      | Jean-René Lisnard    | 204      | 7              |
| Slovacchia  | Kamil Čapkovic       | 213      | 8              |

- Ranking al 31 agosto 2009.

### Altri partecipanti
Giocatori che hanno ricevuto una wild card:
- Sven Lalić
- Aleksandar Marić
- Marko Stanić
- Arsenije Zlatanović

Giocatori passati dalle qualificazioni:
- Attila Balázs
- Cătălin Gârd
- Marek Semjan
- Goran Tošić

## Campioni

### Singolare
Daniel Gimeno Traver ha battuto in finale  Julian Reister, 6–4, 6–1.

### Doppio
Dustin Brown /  Rainer Eitzinger hanno battuto in finale  Ismar Gorčić /  Simone Vagnozzi, 6–4, 6–3.